# فیتلس
فِیت‌لِس (به انگلیسی: Faithless) گروه الکترونیکای بریتانیایی بود که از ماکسیم جز، سیستر بلیس، و رولو تشکیل می‌شد. این گروه بیشتر برای ترانه‌های رقصش («God Is a DJ", "Insomnia"، و «We Come 1») شناخته می‌شود. فیتلس ۶ آلبوم تهیّه کرده‌است. آن‌ها در طول دوران فعّالیّت خود بیش از ۱۵ میلیون نسخه در سراسر جهان فروش داشته‌اند.